# ルーカス・ベルトラン
ルーカス・ベルトラン（Lucas Beltrán、2001年3月29日 - ）は、アルゼンチンのコルドバ州コルドバ出身のプロサッカー選手。セリエAのACFフィオレンティーナ所属。ポジションはフォワード。

## 経歴

### ユース
インスティトゥートACコルドバを経て、2016年にCAリーベル・プレートのユースアカデミーに加入した。

### CAリーベル・プレート
2018年12月2日に17歳でプロデビューした。
2021年7月15日にCAコロンへ期限付き移籍した。

### ACFフィオレンティーナ
2023年7月11日にセリエAのACFフィオレンティーナと5年契約を結んだ。移籍金は1,200万ユーロで、オプションとして最大1,000万ユーロの出来高が含まれる。